# Петра Беслер
Петра Беслер (нім. Petra Boesler, 19 вересня 1955) — східнонімецька академічна веслувальниця.
Срібна призерка Олімпійських Ігор 1976 року в складі парної двійки.
Чемпіонка світу 1977 року в складі парної четвірки зі стерновою, срібна призерка 1975 року в складі парної двійки. Старша сестра веслувальниці Мартіни Беслер.